# ائورونومه
ائورونومه (به انگلیسی: Eurynome)، دختر اوکئانوس.

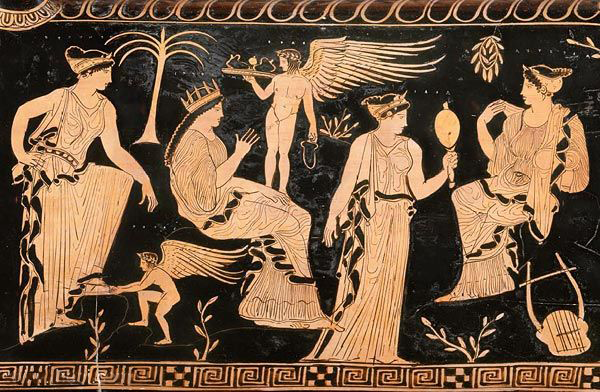
ائورونومه

او با زئوس ازدواج کرد و خاریتس، الاهگان رحمت را به دنیا آورد. بنابر روایتی مبهم از قدیمی‌ترین الاهگان المپ بوده است.